# Rodionivka, Iampil
Rodionivka (în ucraineană Родіонівка) este un sat în comuna Marciîhîna Buda din raionul Iampil, regiunea Sumî, Ucraina.

## Demografie
Componența lingvistică a localității Rodionivka
     Ucraineană (95,83%)
     Rusă (4,17%)
Conform recensământului din 2001, majoritatea populației localității Rodionivka era vorbitoare de ucraineană (95,83%), existând în minoritate și vorbitori de rusă (4,17%).